# Пламстед Тауншип (Нью-Джерсі)
Пламстед Тауншип (англ. Plumsted Township) — селище (англ. township) в США, в окрузі Оушен штату Нью-Джерсі. Населення — 8072 особи (2020).

## Демографія
Згідно з переписом 2010 року, у селищі мешкала 8421 особа в 2936 домогосподарствах у складі 2310 родин. Було 3067 помешкань
Расовий склад населення:
| - 94,2 % — білих - 1,8 % — чорних або афроамериканців - 0,9 % — азіатів - 0,3 % — корінних американців - 1,2 % — осіб інших рас |

До двох чи більше рас належало 1,6 %. Частка іспаномовних становила 5,9 % від усіх жителів.
За віковим діапазоном населення розподілялося таким чином: 26,2 % — особи молодші 18 років, 62,4 % — особи у віці 18—64 років, 11,4 % — особи у віці 65 років та старші. Медіана віку мешканця становила 40,9 року. На 100 осіб жіночої статі у селищі припадало 100,0 чоловіків;  на 100 жінок у віці від 18 років та старших — 96,1 чоловіків також старших 18 років.
Середній дохід на одне домашнє господарство  становив 93 420 доларів США (медіана — 86 694), а середній дохід на одну сім'ю — 103 023 долари (медіана — 104 057). Медіана доходів становила 56 339 доларів для чоловіків та 49 770 доларів для жінок. За межею бідності перебувало 4,8 % осіб, у тому числі 6,8 % дітей у віці до 18 років та 1,5 % осіб у віці 65 років та старших.
Цивільне працевлаштоване населення становило 4300 осіб. Основні галузі зайнятості: освіта, охорона здоров'я та соціальна допомога — 24,9 %, роздрібна торгівля — 11,1 %, виробництво — 10,7 %.